# 罗江镇 (容县)
罗江镇，是中华人民共和国广西壮族自治区玉林市容县下辖的一个乡镇级行政单位。

## 行政区划
罗江镇下辖以下地区：
黎木村、竹良村、顶良村、岑冲村、大石村、半月村和三岸村。